# Pologne aux Jeux olympiques d'été de 1992
L'équipe de Pologne olympique a remporté 19 médailles (3 en or, 6 en argent, 10 en bronze) lors de ces Jeux olympiques d'été de 1992 à Barcelone, se situant à la 19e place des nations au tableau des médailles.
L'athlète  Waldemar Legień est le porte-drapeau d'une délégation polonaise comptant 201 sportifs (149 hommes et 52 femmes).

## Liste des médaillés polonais

### Médailles d'Or
| Sport              | Discipline         | Sportifs                                                | Performance |
| Médailles d'or : 3 |                    |                                                         |             |
| Judo               | Moins de 86 kg (H) | Waldemar Legień                                         |             |
| Pentathlon moderne | Individuel (H)     | Arkadiusz Skrzypaszek                                   |             |
| Pentathlon moderne | par équipe (H)     | Arkadiusz Skrzypaszek Dariusz Goździak Maciej Czyżowicz |             |

### Médailles d'Argent
| Sport                  | Discipline                               | Sportifs | Performance |
| Médailles d'argent : 6 |                                          | |             |
| Canoë-Kayak            | K2 500m (H)                              | Maciej Freimut Wojciech Kurpiewski |             |
| Football               | (H)                                      | Dariusz Adamczuk Marek Bajor Jerzy Brzęczek Dariusz Gęsior Marcin Jałocha Andrzej Juskowiak Aleksander Kłak Andrzej Kobylański Wojciech Kowalczyk Marek Koźmiński Tomasz Łapiński Grzegorz Mielcarski Ryszard Staniek Piotr Świerczewski Tomasz Wałdoch Mirosław Waligóra |             |
| Haltérophilie          | 75-82,5 kg                               | Krzysztof Siemion |             |
| Lutte                  | Gréco-romaine, Poids mi-moyens, 68-74 kg | Józef Tracz |             |
| Lutte                  | Gréco-romaine, Poids moyens, 74-82 kg    | Piotr Stępień |             |
| Natation               | 100 mètres Papillon (H)                  | Rafał Szukała |             |

### Médailles de Bronze
| Sport                    | Discipline                    | Sportifs                                                                          | Performance |
| Médailles de bronze : 10 |                               |                                                                                   |             |
| Athlétisme               | Saut en hauteur (H)           | Artur Partyka                                                                     | 2,34 m      |
| Aviron                   | Skiff (H)                     | Kajetan Broniewski                                                                |             |
| Aviron                   | Quatre barré (H)              | Jacek Streich Wojciech Jankowski Tomasz Tomiak Maciej Lasicki Michal Cieslak      |             |
| Boxe                     | Mi-lourd (moins de 81 kg) (H) | Wojciech Bartnik                                                                  |             |
| Canoë-Kayak              | K1 500m (F)                   | Izabella Dylewska-Światowiak                                                      |             |
| Canoë-Kayak              | K2 1 000m (H)                 | Grzegorz Kotowicz Dariusz Białkowski                                              |             |
| Escrime                  | Fleuret par équipe (H)        | Marian Sypniewski Piotr Kiełpikowski Adam Krzesiński Cezary Siess Ryszard Sobczak |             |
| Haltérophilie            | 82,5-90 kg                    | Sergiusz Wołczaniecki                                                             |             |
| Haltérophilie            | 90-100 kg                     | Waldemar Malak                                                                    |             |
| Tir                      | Carabine 3 positions 50 m (F) | Małgorzata Książkiewicz                                                           |             |